# Білгород-Дністровський державний аграрний технікум
Білгород-Дністровський коледж природокористування, будівництва та комп'ютерних технологій (до 03.09.2018 Білгород-Дністровський державний аграрний технікум) — навчальний заклад І рівня аккредитації (коледж) по підготовці фахівців з неповною вищою освітою. Був заснований у 1944 році.

## Спеціальності, за якими здійснюється підготовка
072 Фінанси, банківська справа та страхування;
073 Менеджмент [Архівовано 3 травня 2019 у Wayback Machine.] (денна форма навчання);
101 Екологія [Архівовано 3 травня 2019 у Wayback Machine.] (денна форма навчання);
121 Інженерія програмного забезпечення;
123 Комп'ютерна інженерія [Архівовано 3 травня 2019 у Wayback Machine.] (денна форма навчання);
191 Архітектура та містобудування [Архівовано 3 травня 2019 у Wayback Machine.] (денна форма навчання);
192 Будівництво та цивільна інженерія [Архівовано 3 травня 2019 у Wayback Machine.] (денна і заочна форми навчання);
193 Геодезія та землеустрій;
201 Агрономія [Архівовано 3 травня 2019 у Wayback Machine.] (денна і заочна форми навчання);

## Сьогодення коледжу
Білгород-Дністровський коледж природокористування, будівництва та комп'ютерних технологій [Архівовано 3 травня 2019 у Wayback Machine.] — сучасний навчальний заклад І-ІІ р.а., у якому навчається понад 500 студентів. Навчальний процес забезпечує колектив однодумців, у складі якого 143 працівника. За ініціативою і під керівництвом директора, Попи Леоніда Миновича, розроблена та втілюється в життя концепція розвитку навчального закладу, покращено матеріально-технічну базу, відкрито нові спеціальності. Суттєво впорядкована робота навчально-дослідного господарства.
Основними структурними підрозділами коледжу є 3 відділення:
- Природокористування (спеціальності 101 Екологія, 201 Агрономія);
- Будівництва та архітектури (спеціальності 191 Архітектура та містобудування, 192 Будівництво та цивільна інженерія, 193 Геодезія та землеустрій);
- Менеджменту та комп'ютерних технологій (спеціальності 072 Фінанси, банківська справа та страхування, 073 Менеджмент, 121 Інженерія програмного забезпечення, 123 Комп'ютерна інженерія).

Педагогічний колектив налічує більше 50 викладачів, серед яких кандидати наук, 29 викладачів «спеціалісти вищої категорії», з них — 12 мають педагогічне звання «викладач-методист», «старший викладач»; 2 викладачі нагороджені Знаком «Відмінник освіти», 7 — трудовою відзнакою «Відмінник аграрної освіти та науки», 6 — трудовою відзнакою «Знак Пошани». Багато працівників були відзначені нагородами різного рівня за багаторічну сумлінну працю, високий професіоналізм і значний особистий внесок у розвиток освіти. Картина діяльності педагогічного та студентського
колективу відтворюється в «Педагогічному бюлетені» та на сайтах навчального закладу.
Організовують і контролюють навчально-виховну роботу заступник директора з навчальної роботи Зайченко М. Д., заступник директора з виховної роботи Дорошенко С. В., методист коледжу Фетова А. М., завідувачі відділень Каріка А. Б., Чуханенко О. С. та Соколова Н. П., голови циклових комісій Сергієнко О. Г., Васілашко С. Д., Швець Н. А., Зайченко М. Д., Слободян Н. П., Статірова І. О., Степова С. М.
Значна увага в коледжі приділяється використанню в навчально-виховному процесі інноваційних педагогічних та інформаційних технологій.
В спеціалізованих лабораторіях та кабінетах  з інформатики та комп'ютерної техніки, матеріалознавства, фізики та електротехніки, архітектурного проектування та проектування об'єктів зеленого будівництва здійснюється освітня діяльність зі споріднених дисциплін, використовуються  інтерактивні дошки SmartBord та мультимедійні проектори, які дозволяють працювати з електронними навчально-методичними комплексами дисциплін, програмними засобами (рисунки, графіки, карти, схеми, фотографії, відео фрагменти, звукові ряди, інтерактивні моделі, тренажери, 2D-, 3D-анімації, з AutoCad , ArchiCAD, AVK), що сприяє високому рівню ефективності навчання.
Навчальні кабінети підключено до мережі «Internet», що дає можливість студентам ефективно використовувати  інформаційний ресурс  мережі на заняттях та в позааудиторний час. Прогресивність  форм і методів навчання добре підтверджують  результати участі в  обласних предметних олімпіадах, на яких студенти коледжу щорічно виборюють призові місця.

### Матеріальна база
Іншим важливим чинником якісної підготовки спеціалістів є навчально-матеріальна база, розвитку якої в коледжі приділяється значна увага.
В 2007 р. проведено капітальний ремонт  навчального корпусу № 2 (червоний корпус), реконструйовано теплотрасу, забезпечено теплопостачання навчального корпусу по вул. Першотравнева, 53.
В студмістечку коледжу (вул. Незалежності, 47) є все необхідне для повноцінного життя і навчання студентів: навчальні корпуси, майстерні, спортивний комплекс, бібліотека, їдальня на 220 посадкових місць, гуртожиток. В навчальних корпусах обладнано 41 навчальний кабінет, 14 лабораторій, діє 4 комп'ютерних класи. В 2015 році планується відкриття комп'ютерного класу дипломного проектування та графіки.
Гуртожиток коледжу розраховано на 220 місць, передбачено кімнати для самопідготовки студентів, обладнано тренажерну кімнату і зал для гри в настільний теніс, є підключення до мережі «Internet». В гуртожитку функціонує медичний кабінет.
Бібліотека — важливий ресурсний центр інформації в коледжі, загальний фонд якої складає понад 70 тисяч примірників навчальної, довідкової, методичної та художньої літератури. Простора читальна зала підключена до мережі «Internet». Систематично проводяться читацькі конференції, бесіди, виховні години тощо. Формуються та оновлюються книжкові виставки.

### Практична підготовка
Практична підготовка студентів є невід'ємною  складовою частиною підготовки фахівців, основним завданням якої є закріплення знань та отримання професійних умінь і навичок, ознайомлення зі специфікою майбутньої спеціальності, оволодіння окремими робітничими професіями галузі. Практика студентів проводиться на базах практики: в навчальних лабораторіях, майстернях, навчально-дослідних ділянках, навчальних господарствах. На навчально-дослідному господарстві коледжу створено в 2008 році зелену майстерню «Плодовий сад», площею 25 га. Майбутні агротехніки мають можливість спостерігати за всією технологією вирощування персика та безпосередньо брати участь у головних технологічних процесах: посадка кісточки мигдалю, окулірування, обрізування плодових дерев, збір та  сортування зрілих плодів. Окрім зеленої майстерні на навчально-дослідному господарстві знаходиться колекційне поле, де проводиться навчально-дослідна робота, проходять практичні та лабораторні заняття з вивчення зернових та овочевих культур. Базою для проходження навчальних та виробничих практик студентів спеціальності «Зелене будівництво та садово-паркове господарство» є дендропарк, який містить типові види чагарників та дерев для степової зони України. На сьогоднішній день, навчально-дослідне
господарство, під керівництвом Враченка В. Г., є потужною практичною базою і матеріальною підтримкою навчального закладу.
Крім навчально-дослідного господарства, в коледжі створена матеріально-технічна база для проходження студентами спеціальності «Організація виробництва» навчальної практики «1С Бухгалтерія» .
Виробничі практики студенти проходять на сучасних підприємств та організаціях міста і району. Основними базами практики є  СФГ «Барвінок», СК «Шаболат», ТОВ ім. Мічуріна, ТОВ «ПТК Шабо», ПП «ФГ Авангард», ТОВ «Істок», ВАТ " Білгород- Дністровський комбінат хлібопродуктів ", МП «Світязь», Білгород-Дністровська міська СЕС, КП " Білгород -Дністровська ремонтно-будівельна дільниця ", Білгород-Дністровський міський центр «Благоустрій», КП «Білгород-Дністровськводоканал», Білгород — Дністровське управління водного господарства та інші.
Під час навчання студенти мають можливість отримати такі робітничі професії: тракторист-машиніст, маляр-штукатур, муляр, лаборант хімічного аналізу, майстер-озеленювач, майстер-обрізувач .

### Виховна робота
Сучасна освіта — це не тільки підготовка висококваліфікованих фахівців, а й виховання національно свідомих громадян, патріотів, носіїв нових соціальних цінностей. Виховну роботу в  коледжі організовує, контролює і координує заступник директора з виховної роботи. З 2002 року цю посаду займає  Дорошенко С. В. На сучасному етапі розвитку методів виховання молоді є організація студентського самоврядування як засіб підвищення громадської активності молоді, виховання відповідальності, почуття обов'язку. В коледжі діє студентська рада, яка займається організацією роботи органів студентського самоврядування. Важливою ланкою її діяльності є студентська рада гуртожитку, яка організовує вечори відпочинку, конкурси, удосконалює студентський побут тощо. Ще одним структурним підрозділом студентського самоврядування є клуб «Лідер», учасниками якого стали найкращі студенти з активною життєвою позицією, старости навчальних груп, які допомагають адаптуватись першокурсникам та допомагають невстигаючим студентам. Доброю традицією стало проведення Дня студентського самоврядування.
У коледжі щорічно проводяться конкурси й фестивалі, які надають студентському життю більшої змістовності: «Студент року», «Міс-коледжу», «Алло, ми шукаємо таланти». Розвитку естетичних вподобань молоді сприяють традиційні заходи: виставка студентської творчості, виставки квітів, фото-виставки, конкурси на найкраще читання поезії, уроки-екскурсії до музеїв, творчі зустрічі з діячами мистецтва Одещини, міста Білгород-Дністровського. Організовуються заходи, спрямовані на формування здорового способу життя молоді, патріотизму, моральних цінностей тощо.
Художня самодіяльність нашого навчального закладу — відома далеко за межами нашого міста. Танцювальний колектив «Едельвейс» (керівник Рожко Н. І.), вокальний колектив «Фенікс» (керівник Кратюк О. В.) — неодноразові лауреати Всеукраїнського фестивалю художньої творчості серед колективів ВНЗ МінАгрополітики України «Софіївські зорі», є учасниками міжнародних фестивалів «Свіжий вітер», ArtВесна 2011, Польського фестивалю «Білієславське свято кераміки», учасники міжнародного фестивалю «Цара Бесарабська», міського фестивалю військово-патріотичної пісні «Голос молодості».
Під керівництвом Нікуліної З. Т., створено і працюють музеї історії коледжу та бойової слави і волонтерський рух, учасники якого надають допомогу ветеранам праці, ветеранами війни та людям похилого віку.

### Фізичне виховання та спорт
У коледжі створені сприятливі умови для розвитку фізичного виховання, фізичної культури та спорту. Потужний спортивний комплекс має у своєму складі спортивну залу на 530 м², тренажерну і тенісну кімнату, поруч — міський стадіон. Організовані навчально-тренувальні групи спортивного напряму з легкої атлетики, волейболу, баскетболу, міні-футболу, настільного тенісу та вільної боротьби. Основна мета роботи цих груп — досягнення найвищого для конкретного студента рівня технічної, тактичної, фізичної та психологічної підготовки.
За останні три роки на Всеукраїнських іграх коледж у загальнокомандному заліку -  один із найкращих серед 117 вищих навчальних аграрних закладів: 2010 рік — II місце, 2011
рік  – I місце, 2012 рік — II місце. Це високе досягнення включає в себе успіх легкоатлетів (тренер Василенко Т. В.), міні-футболу (тренери Корженко М. М., Литвиненко О. М.), вільної боротьби (тренер Георгіїв Д. П.), волейбольна команда юнаків (тренер Доніч Т.В).
За підсумками  2011—2012 навчального року наш коледж став переможцем десятої  Олімпіади серед 34 навчальних закладів Одеси та Одеської області. Високі спортивні досягнення на обласних та Всеукраїнських змаганнях не єдиний напрям спортивної роботи коледжу. Традиційними стали турніри з волейболу та настільного тенісу «Зустріч поколінь»  до Дня працівників сільського господарства за участю команд студентів і викладачів коледжу, студентів і випускників; турніри з волейболу та настільного тенісу до Дня Святого Миколая. Популярним є серед студентів та викладачів спортивне свято «Козацькі розваги» із залученням міського Козацтва. До Дня Перемоги студенти нашого коледжу беруть участь у міському перебігу «Пам'ять» від Меморіалу Слави у м. Білгород-Дністровський до Меморіалу у селищі Затока на березі Чорного моря (19 км).
Найкращі спортсмени  щороку виїжджають на турнір із волейболу до Екологічного коледжу Львівського НАУ.
На базі коледжу постійно проводяться міські та обласні змагання з волейболу та баскетболу (Всеукраїнські зональні ігри з волейболу та фінал Всеукраїнських ігор з міні-футболу серед аграрних ВНЗ. I—II р.а.).
Багато зусиль у розвиток фізичного виховання та спорту доклали: перший керівник фізичного виховання — Жалдак І. І., Ганич М. Г., Швець Н. А. В 2004 р. керівником фізичного виховання коледжу призначено Корженка М. М., який і нині працює на цій посаді.
За активну участь в житті коледжу, відмінні успіхи в навчанні та спорті, найкращі студенти коледжу отримують такі іменні стипендії: ім. Л. П. Симиренка та В. Л. Симиренка, ім. І. І. Жалдака, ім. Д. В. Гопанюка, ім. міського голови міста Білгород-Дністровська та Президента України.